# سوق متخصصة فرعية
يأتي أصل كلمة سوق متخصصة فرعية (Sub-Niche) من الكلمة الإنجليزية "niche" بمعنى المتعلقة بـ أو التي يُقصد بها السوق المتخصصة التي لها جاذبية خاصة.
وتشير كلمة متخصص فرعي إلى سوق معينة ضمن السوق أو سوق أكثر تحديدًا؛ فالسوق المتخصصة هو جزء تم التركيز عليه قابل للاستهداف (كمجموعة فرعية) من السوق. وهذه المجموعة الفرعية هي مجموعة من الوحدات تمت إزالتها من السوق الرئيسية وتم تقسيمها إلى أجزاء أصغر من القطاع داخل تلك المجموعة. ويمكن للسوق المتخصصة أن تصبح كبيرة بحيث قد يبدو أنها جزء من المجموعة السائدة رغم أنها في الواقع لا تزال متخصصة. ويمكن بعد ذلك تقسيمها إلى مجموعة أصغر من الوحدات داخل السوق المتخصصة نفسها. وهكذا تتكون السوق الفرعية المتخصصة.

## أصل الكلمة
استخدم المسوقون مصطلح «سوق متخصصة فرعية» لأول مرة لوصف الأشخاص أو المنتجات في السوق التي تنقسم إلى أقسام أصغر ثم التخصصات الأكثر التي تعرف بها. في حال استخدام كلمة سوق فرعية متخصصة في مجال الأعمال التجارية فالمقصود هو التخصص الفرعي للإشارة إلى القسم الأصغر داخل التخصص التي يمكن أن تعنون بها حيث توجد بسعة واستهداف أصغر من قبل المنتجات و / أو الخدمات التي هي أكثر ملاءمة لتلك الوحدات من التخصص الفعلي الذي يجب أن تعرض به. بينما يشار عادة إلى كلمة سوق متخصصة فرعية بالمعنى الدقيق في السوق بأنه قابل للتكيف تمامًا للإشارة إلى موضع الأنواع الفرعية واستخدام الموارد في بيئتها مثل الأسرة داخل مجتمعها.

## التسويق في ولصالح الأسواق المتخصصة الفرعية
التسويق الفرعي المتخصص هو عملية إيجاد أسواق متخصصة حيث يمكن تقسيم الوحدات إلى مجموعات فرعية أصغر فأصغر من التخصص نفسه. يحدث هذا عادة في الأسواق المتخصصة الكبيرة حيث قد لا يكون التخصص مستهدفًا بما يكفي لتلبية كل القطاع بذلك التخصص. على الرغ من أن المنتج و / أو الخدمات المقدمة من قبل سوق متخصصة محددة تلبي حاجة ما، فإنها قد لا تكون في أعلى درجاتها. في هذه الحالة تخدم السوق الفرعية المتخصصة هذا الغرض.

## التسويق الفرعي المتخصص عبر الإنترنت
يتم استخدام هذه التقنية من قبل المسوقين. فتلك السوق الفرعية المتخصصة هي مجموعة أكثر ربحية مقرها في سوق الإنترنت بدلًا من السوق الملموسة نظرًا للخصوصية المطلوبة في استهداف هذه السوق. تتميز الأعمال التجارية عبر الإنترنت بانخفاض تكلفة البدء يمكن حتى تحمل تكلفة بل واستهداف عدة أسواق فرعية متخصصة لإنشاء نموذج ثابت للدخل. ويمكن تكرار أسلوب هذا التسويق الفرعي المتخصص في أسواق متعددة لتحقيق المبلغ المطلوب للدخل.